# San Chirico Raparo
San Chirico Raparo é uma comuna italiana da região da Basilicata, província de Potenza, com cerca de 1.303 habitantes. Estende-se por uma área de 82 km², tendo uma densidade populacional de 16 hab/km². Faz fronteira com Armento, Calvera, Carbone, Castelsaraceno, Castronuovo di Sant'Andrea, Gallicchio, Roccanova, San Martino d'Agri, Spinoso.

## Demografia
| Variação demográfica do município entre 1861 e 2011                               |
|                                                                                   |
| Fonte: Istituto Nazionale di Statistica (ISTAT) - Elaboração gráfica da Wikipedia |